# Беренблум, Ицхак
Ицхак Беренблум (ивр. יצחק ברנבלום‎; 26 августа 1903, Белосток, Российская империя — 18 апреля 2000, Реховот, Израиль) — израильский биохимик, один из первых исследователей рака в Израиле. Один из основоположников экспериментальной онкологии.

## Биография
Родился в Белостоке в семье Файвела Менахимовича (Монасовича) Беренблюма и Михли Гершовны Слободской. Родители заключили брак там же в 1886 году. Ребёнком с семьёй переехал в Бельгию. В Антверпене он окончил начальную школу, а в 1914 переехал в Англию. Окончил университет в Лидсе (1923; доктор медицины). В 1938—1948 годах работал на кафедре патологии Оксфордского университета, возглавлял Оксфордский исследовательский центр по борьбе с раком, в 1948—1950 годах — в Национальном институте рака в Бетесде (США).
В 1950 эмигрировал в Израиль. В 1950—1957 годах профессор экспериментальной онкологии на кафедре патологии и исследования рака медицинского факультета Еврейского университета в Иерусалиме. Одновременно в Научно-исследовательском институте им. Х. Вейцмана в Реховоте, где организовал и возглавил кафедру экспериментальной биологии; с 1971 почётный профессор.
Лауреат Премии Израиля (1974). Член научного совета Международного агентства по исследованию рака (1965—1968), председатель Израильского об-ва по борьбе с раком (1955—1975), член Совета по высшему образованию (1958—1960). Один из основателей Израильской академии наук (1959). Член Израильской национальной АН, Нью-Йоркской АН (с 1958), Американской ассоциации исследователей рака (1969).
Сестра Маня Беренблум (Manya Brodetsky) (1890, Белосток ) — жена З.Бродецкого.